# Mbetté Isaac
Pour les articles homonymes, voir Isaac (homonymie).
 (septembre 2024).
Mbetté Etonde Isaac, surnommé Le Sorcier du football camerounais, est né le 25 novembre 1939 à Lolodorf, Cameroun. Il était un footballeur camerounais reconnu pour ses compétences techniques et son rôle de meneur de jeu au sein du Caïman de Douala et de l'équipe nationale du Cameroun.

## Biographie

### Carrière en club
Isaac Mbetté a intégré le Caïman de Douala  en 1957, où il a passé l'intégralité de sa carrière de footballeur. Il a contribué aux succès du club, remportant notamment les championnats du Cameroun en 1962 et 1968. Surnommé « Le Sorcier » pour ses dribbles et ses capacités techniques, il était réputé pour ses passes précises et ses coups francs.

### Carrière en sélection nationale
Mbetté Isaac a également joué un rôle clé dans l'équipe nationale du Cameroun, notamment en remportant la Coupe des Tropiques en 1964. Bien qu'il ait été sollicité par des clubs étrangers, il a choisi de rester au Cameroun, où il a continué à jouer pour le Caïman et l'équipe nationale.

### Transition vers l'encadrement technique
En 1967, Mbetté a intégré la Fédération camerounaise de football en tant qu'entraîneur après plusieurs stages en Europe. Il a ensuite occupé plusieurs postes d'entraîneur provincial et a entraîné des clubs comme le Caïman de Douala et le Rail de Douala. Il a mis fin à sa carrière d'entraîneur en 1991 pour des raisons de santé.

### Autres activités
Outre sa carrière dans le football, Mbetté Isaac était également un joueur compétitif de tennis de table, remportant plusieurs championnats nationaux dans les années 1970 et 1980.

### Héritage
Bien que moins connu des générations actuelles, Mbetté Isaac est resté une figure importante du football camerounais, notamment pour son apport technique et son rôle dans le développement du football au Cameroun.